# Javier Fernández Fernández
Javier Fernández Fernández (Mieres, Asturias, 7 de enero de 1948) es un ingeniero y político español perteneciente al PSOE. Fue secretario general de la Federación Socialista Asturiana desde noviembre del 2000 hasta septiembre de 2017 y presidente del Principado de Asturias desde mayo de 2012 hasta julio de 2019. También fue presidente de la Comisión Gestora del PSOE desde el 1 de octubre de 2016 hasta la elección de Pedro Sánchez. Actualmente, forma parte del Consejo de Comunidades Asturianas.

## Biografía
Nació en la villa asturiana de Mieres, concretamente, en el barrio de Requejo. Proviene de una familia fuertemente vinculada a la izquierda desde la guerra civil española.
Tras el bachillerato, obtuvo el título de ingeniero de minas en la Escuela de Minas de Oviedo y posteriormente se diplomó en calidad ambiental. En 1978 abre en Gijón, junto a otros dos compañeros de profesión, un despacho de proyectos y estudios de ingeniería. Más tarde, en 1985, aprueba las oposiciones para el Cuerpo de Ingenieros de Minas, adscrito al Ministerio de Industria y Energía, y es destinado a Cantabria.

## Trayectoria política
En 1985 se afilia al Partido Socialista Obrero Español en Gijón. Tras las elecciones autonómicas de 1991, siendo presidente del Principado de Asturias Juan Luis Rodríguez-Vigil y consejero de Industria, Comercio y Turismo Víctor Zapico, Javier Fernández es nombrado Director Regional de Minas y Energía. Con la llegada del Partido Popular a la presidencia del Principado en 1995, Javier Fernández retorna a su puesto como funcionario de minas, pero por poco tiempo, ya que el PSOE le incluye en las listas al Congreso de los Diputados para las elecciones generales de marzo de 1996 y obtiene un escaño.

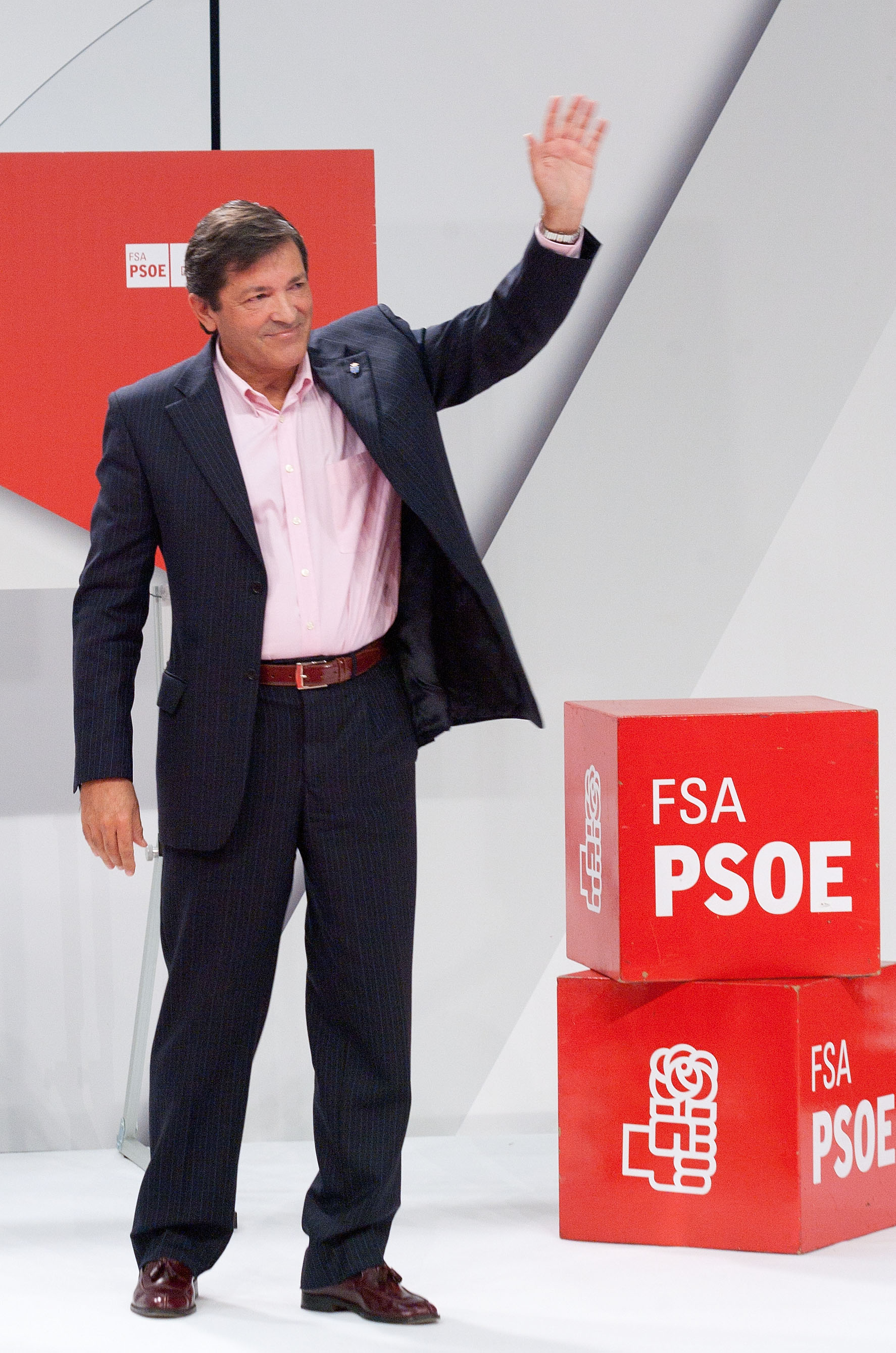
Javier Fernández en un mitin en 2010

El PSOE gana las elecciones autonómicas de 1999 y es investido presidente del Principado Vicente Álvarez Areces que confía a Javier Fernández la consejería de Industria, Comercio y Turismo; dejando éste su escaño en el Congreso.
En noviembre de 2000, Javier Fernández se presenta a la secretaría general de la Federación Socialista Asturiana en el XXVII Congreso Regional, y consigue la victoria por un estrecho margen de votos. A partir de ese momento, dimite como consejero y vuelve a su puesto de funcionario en la Dirección General de Minas, compaginando la acción política con su puesto de trabajo.
En julio de 2003 es designado senador en representación de la Comunidad Autónoma, permaneciendo en la Cámara Alta hasta abril de 2012.
En 2004, 2008 y 2012 revalida el cargo de secretario general de los socialistas asturianos. En las elecciones autonómicas de 2007 ocupa el segundo puesto en la lista de la FSA a la Junta General del Principado, justo detrás del presidente Vicente Álvarez Areces.
En julio de 2010, muestra su disposición a encabezar la lista de la FSA para las elecciones autonómicas de 2011, siendo ratificada su candidatura en octubre. El PSOE gana en votos pero consigue un escaño menos que Foro Asturias (FAC) por lo que renuncia a presentar candidatura para la presidencia del Principado en la Junta General. Es investido presidente Francisco Álvarez-Cascos y Javier Fernández es el líder de la oposición.

### Presidencia del Principado

#### Primer mandato (2012-2015)
Sin embargo, el escaso apoyo con el que contaba el gobierno de Foro Asturias en la VII legislatura de la Junta General (2011-2012) y la incapacidad de su presidente para alcanzar acuerdos, provocan un adelanto electoral en marzo de 2012. En esta ocasión, el PSOE gana en votos y en escaños, obteniendo 17 de los 45 que componen la cámara durante la IX legislatura (2012-2015). Javier Fernández es investido Presidente del Principado de Asturias el 23 de mayo de 2012 en primera vuelta, tras recibir los votos de su partido además de los de Izquierda Unida y Unión Progreso y Democracia.

#### Segundo mandato (2015-2019)
Tras las elecciones a la Junta General de mayo de 2015, la FSA-PSOE con Javier Fernández como candidato, pierde tres escaños, pasando de 17 a 14 escaños, pero se mantiene como primera fuerza política en Asturias durante la X legislatura (2015-2019). Tras unas duras negociaciones con el resto de formaciones políticas, consigue ser investido tras varias votaciones y con el apoyo de Izquierda Unida. Este apoyo no consigue la mayoría absoluta de la cámara, por lo que inicia una legislatura en minoría donde se prorrogaron los Presupuestos durante 2016 tras el fracaso de las negociaciones con Podemos.
En mayo de 2017 Javier Fernández opta por no presentarse de nuevo como líder de la Federación Socialista Asturiana. Le sustituye Adrián Barbón el 17 de septiembre de 2017, tras 17 años al frente de la formación. Así mismo, es sustituido por Barbón como candidato de la FSA en las elecciones a la Junta General del Principado de Asturias de 2019. No es incluido en las listas electorales y deja su acta de diputado el 24 de junio de 2019, tras haber sido diputado regional en las legislaturas VII, VIII, IX y X (2007-2019). Finalmente, le entrega la Presidencia del Principado de Asturias a su compañero Adrián Barbón el 20 de julio de 2019, tras 7 años al frente.

### Gestor del PSOE y abstención a Rajoy (2016-2017)
Javier Fernández se ha mostrado como una de las voces críticas al liderazgo de Pedro Sánchez y su capacidad de pactos. El 28 de septiembre se inicia la crisis del PSOE de 2016, en el que el partido queda dividido en dos facciones, una partidaria de pactar con la izquierda y nacionalistas y otra partidaria de la abstención en la investidura de Mariano Rajoy. El 1 de octubre de 2016 tras la dimisión de Pedro Sánchez como Secretario General del PSOE, Javier Fernández fue nombrado Presidente de la Comisión Gestora que dirigió el partido hasta la celebración del XXXIX Congreso del PSOE (junio de 2017, en el cual se reelige a Pedro Sánchez como Secretario General). En el contexto del bloqueo político durante la XII legislatura, Fernández lidera la decisión de abstención del PSOE, por la cual se da vía libre a la formación del Segundo Gobierno de Mariano Rajoy (PP) en octubre de 2016.

## Cargos desempeñados
- Director Regional de Minas y Energía del Principado de Asturias (1991-1995)
- Diputado por Asturias en el Congreso de los Diputados (1996-1999)
- Consejero de Industria, Comercio y Turismo del Principado de Asturias (1999-2000)
- Secretario General de la FSA-PSOE (2000 - 2017)
- Senador designado por la Junta General del Principado de Asturias (2003-2012)
- Diputado en la Junta General del Principado de Asturias (2007-2019)
- Presidente del Consejo Territorial del PSOE (2012-2014)
- Presidente del Principado de Asturias (2012-2019)
- Presidente de la Comisión Gestora del PSOE (2016-2017)